# Saeed Al-Owairan
Saeed Ali Al-Owairan (en árabe: سعيد علي العويران‎, nacido el 19 de agosto de 1967 en Riad, Riad) es un exfutbolista saudita. Jugaba de delantero y su último club fue el Al Shabab de Arabia Saudita.
Al-Owairan desarrolló su carrera enteramente en Al Shabab. Además, fue internacional absoluto por la Selección de fútbol de Arabia Saudita y disputó la Copa Asiática 1992, las Copas Confederaciones de 1992, 1995 y 1997, y las Copas Mundiales de la FIFA de 1994 y 1998. En la edición de 1994 marcó un famoso gol contra Bélgica, que es considerado uno de los mejores en la historia de la Copa del Mundo.

## Carrera
Saeed está considerado como el futbolista con más talento surgido de Arabia Saudita. Desarrolló toda su carrera futbolística en los distintos escalafones del Al-Shabab, conjunto en el que se destapó como un delantero o mediapunta muy veloz, dotado de gran visión de juego y de una potente arrancada.
En las filas del conjunto saudí, Owairan conqusitó tres títulos consecutivos de la liga de Arabia Saudita a comienzos de la década de los noventa. Owairan se convirtió en el máximo goleador de la Liga árabe en la temporada 91/92 en la que anotó 16 goles.
En la final de la Copa Rey Fahd 1992, que la selección de Arabia Saudita perdería ante su par de Argentina (1-3), convirtió el gol del descuento con un potente remate desde afuera del área que batió a Goycochea.
Se distingue un claro antes y después en la trayectoria de Al-Owairan, que fue la estrella del combinado árabe en el Mundial de Estados Unidos de 1994. Allí marcó el mejor gol del Mundial, frente a Bélgica, y uno de los mejores de la historia según la FIFA. Al Owairan tomó el balón y tras una espléndida galopada de más de ochenta metros sorteando rivales mandó el balón a la red de forma espectacular. Un gol que le proporcionó a Arabia Saudí el pase a octavos de final en su primera presencia en un campeonato del mundo y por el que Owairan fue apodado como el "Maradona del Golfo Pérsico", debido a la similitud del tanto con el de segundo de Maradona a Inglaterra en México '86. Saeed se convirtió así en ídolo nacional y personaje público de primer orden en Oriente Medio. Llegó a ser la imagen de Coca-Cola, Ford y Toyota, se convirtió en un personaje habitual en las cadenas de televisión árabes y era una especie de embajador del deporte saudí. En 1994 recibió el premio al Futbolista del año en Asia.
En una concentración en El Cairo, en 1996, Al-Owairan se vio envuelto en un escándalo. El delantero fue visto en un club nocturno con chicas de nacionalidad rusa y la realeza árabe lo sancionó con ocho meses de suspensión por conducta no musulmana. Saeed se perdió la Copa de Asia de 1996 y la clasificación para el Mundial por contravenir la ley islámica. Sin embargo, el talento de Owairan y los grandes recuerdos del pasado Mundial pesaron demasiado a los dirigentes saudíes y no quisieron complicarse la vida pese a los férreos mandatos islámicos. Por lo tanto permitieron a la gran estrella, junto a Al-Jaber y Al-Deayea, jugar el Mundial. Más aún con la llegada a la selección de Carlos Alberto Parreira para entrenar al combinado en Francia '98, donde las expectativas de mejorar el alto listón de Estados Unidos eran impresionantes en el país petrolífero. Pero Al-Owairan no ofreció el nivel que se esperaba de él.
Pese a su enorme calidad, las autoridades de su país no le permitieron fichar por un grande del fútbol europeo y dejó unos importantes números en las filas del Al-Shabab (163 partidos y 58 goles) en Liga.
Permaneció en activo hasta 1999 cuando a la temprana edad de 32 años decidió colgar las botas con la sensación de que podría haber marcado una época si él y las autoridades árabes no se hubieran equivocado.

## Trayectoria

### Clubes
| Club      | País           | Año         |
| --------- | -------------- | ----------- |
| Al Shabab | Arabia Saudita | 1988 - 2001 |

### Selección nacional
| Selección | País           | Año         |
| --------- | -------------- | ----------- |
| Absoluta  | Arabia Saudita | 1992 - 1998 |

## Estadísticas

### Selección nacional
Fuente:
| Selección de Arabia Saudita | Selección de Arabia Saudita | Selección de Arabia Saudita |
| Año                         | Part.                       | Goles                       |
| --------------------------- | --------------------------- | --------------------------- |
| 1992                        | 13                          | 4                           |
| 1993                        | 19                          | 11                          |
| 1994                        | 22                          | 7                           |
| 1995                        | 7                           | 1                           |
| 1996                        | 0                           | 0                           |
| 1997                        | 4                           | 0                           |
| 1998                        | 10                          | 1                           |
| Total                       | 75                          | 24                          |

#### Goles internacionales
| No  | Fecha                    | Sede                             | Oponente               | Gol     | Resultado | Competición                                          |
| --- | ------------------------ | -------------------------------- | ---------------------- | ------- | --------- | ---------------------------------------------------- |
| 1.  | 20 de octubre de 1992    | Riad, Arabia Saudita             | Argentina              | 1 gol   | 1-3       | Copa Rey Fahd 1992                                   |
| 2.  | 2 de noviembre de 1992   | Onomichi, Japón                  | Tailandia              | 1 gol   | 4-0       | Copa Asiática 1992                                   |
| 3.  | 6 de noviembre de 1992   | Hiroshima, Japón                 | Emiratos Árabes Unidos | 1 gol   | 2-0       | Copa Asiática 1992                                   |
| 4.  | 10 de diciembre de 1992  | Doha, Catar                      | Catar                  | 1 gol   | 1-0       | Copa de Naciones del Golfo de 1992                   |
| 5.  | 1 de mayo de 1993        | Kuala Lumpur, Malasia            | Macao                  | 2 goles | 6-0       | Eliminatorias para la Copa Mundial de Fútbol de 1994 |
| 6.  | 1 de mayo de 1993        | Kuala Lumpur, Malasia            | Macao                  | 2 goles | 6-0       | Eliminatorias para la Copa Mundial de Fútbol de 1994 |
| 7.  | 14 de mayo de 1993       | Riad, Arabia Saudita             | Macao                  | 3 goles | 8-0       | Eliminatorias para la Copa Mundial de Fútbol de 1994 |
| 8.  | 14 de mayo de 1993       | Riad, Arabia Saudita             | Macao                  | 3 goles | 8-0       | Eliminatorias para la Copa Mundial de Fútbol de 1994 |
| 9.  | 14 de mayo de 1993       | Riad, Arabia Saudita             | Macao                  | 3 goles | 8-0       | Eliminatorias para la Copa Mundial de Fútbol de 1994 |
| 10. | 18 de mayo de 1993       | Riad, Arabia Saudita             | Kuwait                 | 1 gol   | 2-0       | Eliminatorias para la Copa Mundial de Fútbol de 1994 |
| 11. | 17 de septiembre de 1993 | Khobar, Arabia Saudita           | Tailandia              | 1 gol   | 4-0       | Partido amistoso                                     |
| 12. | 20 de septiembre de 1993 | Khobar, Arabia Saudita           | Tailandia              | 1 gol   | 3-0       | Partido amistoso                                     |
| 13. | 23 de septiembre de 1993 | Khobar, Arabia Saudita           | Costa Rica             | 1 gol   | 1-2       | Partido amistoso                                     |
| 14. | 27 de septiembre de 1993 | Khobar, Arabia Saudita           | Costa Rica             | 1 gol   | 3-2       | Partido amistoso                                     |
| 15. | 24 de octubre de 1993    | Doha, Catar                      | Irak                   | 1 gol   | 1-1       | Eliminatorias para la Copa Mundial de Fútbol de 1994 |
| 16. | 23 de enero de 1994      | Riad, Arabia Saudita             | China                  | 1 gol   | 1-0       | Partido amistoso                                     |
| 17. | 26 de enero de 1994      | Riad, Arabia Saudita             | China                  | 1 gol   | 1-1       | Partido amistoso                                     |
| 18. | 6 de febrero de 1994     | Yeda, Arabia Saudita             | Colombia               | 1 gol   | 1-1       | Partido amistoso                                     |
| 19. | 20 de abril de 1994      | Tolón, Francia                   | Islandia               | 1 gol   | 2-0       | Partido amistoso                                     |
| 20. | 4 de junio de 1994       | Pomona, Estados Unidos           | Trinidad y Tobago      | 1 gol   | 3-2       | Partido amistoso                                     |
| 21. | 29 de junio de 1994      | Washington D. C., Estados Unidos | Bélgica                | 1 gol   | 1-0       | Copa Mundial de Fútbol de 1994                       |
| 22. | 10 de noviembre de 1994  | Abu Dabi, Emiratos Árabes Unidos | Baréin                 | 1 gol   | 3-1       | Copa de Naciones del Golfo de 1994                   |
| 23. | 8 de octubre de 1995     | Washington D. C., Estados Unidos | Estados Unidos         | 1 gol   | 3-4       | Partido amistoso                                     |
| 24. | 9 de mayo de 1998        | Cannes, Francia                  | Trinidad y Tobago      | 1 gol   | 2-1       | Partido amistoso                                     |

#### Participaciones en fases finales
| Torneo                         | Sede           | Resultado        | Partidos | Goles |
| ------------------------------ | -------------- | ---------------- | -------- | ----- |
| Copa Rey Fahd 1992             | Arabia Saudita | Subcampeón       | 2        | 1     |
| Copa Asiática 1992             | Japón          | Subcampeón       | 5        | 2     |
| Copa Mundial de Fútbol de 1994 | Estados Unidos | Octavos de final | 4        | 1     |
| Copa Rey Fahd 1995             | Arabia Saudita | Primera fase     | 2        | 0     |
| Copa Confederaciones 1997      | Arabia Saudita | Primera fase     | 3        | 0     |
| Copa Mundial de Fútbol de 1998 | Francia        | Primera fase     | 2        | 0     |

## Palmarés

### Títulos nacionales
| Título                         | Club      | País           | Año  |
| ------------------------------ | --------- | -------------- | ---- |
| Copa Federación                | Al Shabab | Arabia Saudita | 1989 |
| Liga Profesional Saudita       | Al Shabab | Arabia Saudita | 1991 |
| Liga Profesional Saudita       | Al Shabab | Arabia Saudita | 1992 |
| Liga Profesional Saudita       | Al Shabab | Arabia Saudita | 1993 |
| Copa del Príncipe de la Corona | Al Shabab | Arabia Saudita | 1993 |
| Copa del Príncipe de la Corona | Al Shabab | Arabia Saudita | 1999 |

### Títulos internacionales
| Título                             | Club      | Sede     | Año  |
| ---------------------------------- | --------- | -------- | ---- |
| Copa de Campeones de Clubes Árabes | Al Shabab | Doha     | 1992 |
| Copa de Clubes Campeones del Golfo | Al Shabab | Riad     | 1993 |
| Copa de Clubes Campeones del Golfo | Al Shabab | Kuwait   | 1994 |
| Supercopa Árabe                    | Al Shabab | Riad     | 1995 |
| Copa de Campeones de Clubes Árabes | Al Shabab | El Cairo | 1999 |
| Supercopa Árabe                    | Al Shabab | Amán     | 2000 |
| Recopa de la AFC                   | Al Shabab | Yeda     | 2001 |

(*) Incluyendo la Selección

### Distinciones individuales
| Distinción                                     | Año  |
| ---------------------------------------------- | ---- |
| Máximo goleador de la Liga Profesional Saudita | 1992 |
| Máximo goleador mundial de la IFFHS            | 1993 |
| Futbolista Asiático del Año                    | 1994 |